# Victoria Mus
Victoria Mus es una cantante, compositora y productora chilena.
Su despegue artístico tiene lugar en 2007, cuando luego del fin de la que fuera su primera banda (Vegas) y un importante viaje a México, se plantea la posibilidad componer y dar inicio a una carrera en solitario. Así da comienzo a una búsqueda que llega finalmente a tener forma a través de su primer disco «A un paso», un ep de 7 canciones y 3 remixes que la llevaron a concretar este primer acercamiento a la composición musical. Es así como Victoria Mus, de manera totalmente independiente, da origen a su proyecto solista con un concepto musical siempre de la mano del pop pero completamente renovado y novedoso, bajo la producción musical de Sokio y la coproducción de Alejandro Miranda. En este trabajo Victoria Mus se impone como autora y compositora, buscando con su música entablar una conversación entre las máquinas y lo acústico.

## Historia

### Infancia
Victoria Mus, quien realmente se llama Francisca Paz Aguilar Stange (12 de marzo de 1979) nace en la ciudad de Santiago de Chile. Es la segunda hija de 5 hermanos, del matrimonio de Luis Alfonso Aguilar Baldomar (Bolivia) y Victoria Clara Stange Schönffeldt, descendiente directa de colonizadores alemanes. En su primer año de vida vive en el departamento de su pequeña familia en la comuna de La Reina, para trasladarse 2 años después, con el nacimiento de su segundo hermano, Eduardo, a una parcela en las afueras de la ciudad, en El Arrayán.

### La música en sus primeros años
Francisca fue desde muy niña muy histriónica, siendo líder entre sus compañeros en el jardín de niños "El Cristo", donde fuera en sus primeros años. Sus profesoras siempre comentaron su gusto por participar en las actividades y sobre todo, actuar en las obras de fin de año, donde su primera participación fue actuar de "Ricitos de Oro" en la recreación de este clásico cuento.
Su padre, a la temprana edad de 5 años, le comenzó a enseñar guitarra; canciones populares chilenas de Víctor Jara y Violeta Parra fueron sus primeros acordes, y siendo zurda, aprendió a tocar guitarra como persona diestra.
Posteriormente comenzó a ir al Colegio Rudolf Steiner, de orientación Waldorf, donde aprendió a tocar flauta dulce y a cantar, además de aprender acuarela, modelado en greda, tallado en madera, entre otras actividades artísticas. Fue en este colegio donde compartió por 8 años sala de clases con el cineasta Matías Bize y algunos otros artistas que hoy se dedican a la escultura, la música, y demás artes.

### Adolescencia
A los 10 años comienza a estudiar violín, participando en una orquesta de niños en el colegio. Posteriormente sigue a su profesor Isidro Rodríguez a la Academia Ricercare, para continuar estudiando hasta los 15 años. En el colegio donde cursa enseñanza media toma los electivos de música y participa en algunos festivales y eventos musicales interescolares, sin interés de competir, solo por hacer música.

### La llegada del canto
Su primer acercamiento a la composición llega a sus 18 años, cuando una noche, inspirada por una fuerte vivencia amorosa compone la canción "Tienes que volver", que posteriormente forma parte de su primer disco "A un paso" (2010).
A los 19 años, Francisca entra a la Universidad Central de Chile a estudiar Ecología y Paisaje, dado que hasta ese momento nunca había considerado como posibilidad dedicarse a la música. Fue así que el año 2000, comienza estudios de canto, con el fuerte ímpetu de querer interpretar grandes canciones del jazz tradicional y la bossanova. Llega así a estudiar con el profesor Marcelo Olivari, quien le enseña la técnica del canto y revive canciones de grandes de la música como Cole Porter Gershwin entre otros.

### Sus inicios en los escenarios
En el año 2002, Francisca participa en la audición de una banda llamada Vegas, que venía de un proyecto armado anteriormente con la cantante chilena Denisse Malebrán donde ella oficiaba como vocalista, llamado en sus inicios Polaroid; Daniel Díaz como guitarrista, Mauricio Díaz (a.k.a. Sokio) en los teclados, y Giovani Quezada bajista (también de la banda "Mal Corazón"). Fue así que audicionó, y quedó seleccionada para ser la voz principal iniciando así su carrera en escenarios de manera profesional.
Con Vegas graba un primer disco homónimo estrenado el año 2006 en la Sala Master de la Universidad de Chile, del cual se desprendieron sencillos como "Me alejo", "Voy a ti, me pierdo en ti" y "Domingo eterno", canciones que cuentan con su respectivo video, los cuales fueron realizados íntegramente por los miembros de la banda, llegando incluso a grabar dos videos en una noche, en la parcela de Pirque de los hermanos Díaz.
Con este primer disco giran por la escena santiaguina, en radios y canales de televisión locales y algunos medios independientes en el extranjero, siendo su presentación más emblemática en las "Raras Tocatas Nuevas" de Radio Rock and Pop y su mayor logró ser banda seleccionada por Sello Azul para el compilado "Puro Chile", del año 2006.

### Los comienzos de Victoria Mus
El año 2007, Francisca decide viajar a México, un paso más en su música que marcó un comienzo en su creación musical. Fue así que a raíz de este viaje, Vegas llega a su fin, lo que marca el fin de un hito importante, dado que fue el primer proyecto musical donde trabajó de manera profesional, aprendiendo mucho de los escenarios, la música y la interpretación vocal.
En este viaje participa como vocalista en la primera presentación de la banda tapatía The Waitress, donde la vocalista de Elis Paprika componía las canciones. Se presentó así en vivo en un reconocido bar de Guadalajara, compartiendo escenario con el banda Telefunka (quienes grabaran un sencillo con el legendario músico argentino Gustavo Cerati), y algunos miembros de la desaparecida y exitosa agrupación mexicana Caifanes (banda).
Francisca regresa a Chile, sin planes de volver a México a vivir, pero con algunas canciones compuestas bajo el brazo. Hablamos de "Te llaman dolor" y "De cordillera a mar", que fueron gestadas en la lejanía, para regresar con toda la fuerza y dar inicio a la creación de su personaje musical Victoria Mus.

### "A un paso", 2010
Ya de vuelta en Chile, Francisca se reúne con Sokio, quien produce sus canciones; graban las maquetas en el home studio del artista, y suman a estas creaciones, canciones que serían parte de la segunda etapa de Vegas. Llegan así a consolidar un ep de 7 canciones y 3 remezclas.
A principios del año 2009, Victoria Mus realiza un videoclip para el que fuera su primer sencillo «De cordillera a mar» con la productora de cine Don Quijote Films, bajo la dirección de Yassin Velásquez. Es de este modo que en mayo se lleva a cabo el rodaje de este video, con el que tuvo rotación en diversos medios de llegada masiva, tales como MTV Latinoamérica, VH1 Latinoamérica, Vía Xy sobre todo en Sub TV, el canal del Metro de Santiago, llegando a millones de personas cada día con su trabajo.
En enero de 2010, Victoria lanza oficialmente su disco, «A un paso», bajo Ponk Records, con el que se dio a conocer, tanto en Chile como en el extranjero, con las redes sociales como su principal aliado. En diciembre de 2010, lanza su segundo sencillo, con un videoclip dirigido por Roberto Doveris, titulado «Te llaman dolor», donde muestra el lado más oscuro de sus composiciones y donde además participa activamente en la elaboración del guion y en la producción del mismo. Durante el primer semestre del año 2011, Victoria Mus entra de lleno a la producción de su segundo disco. Dando un paso más, debido a que además de componer sus propias canciones, participa en la fase de producción; en esta tarea trabaja en conjunto con el compositor y frontman de la banda nacional The Plugin, Ignacio Redard .
En marzo del 2012, Victoria lanza el tercer sencillo de su ep, titulado «Es el tiempo», producción realizada bajo su dirección, donde además elaborá el guion, idea la propuesta de arte, además de realizar el montaje. Lo realiza íntegramente con amigos, entre ellos su gran aliado David Santander, y como un regalo para sus seguidores, dado que mediante votación, la canción resultó ser la favorita del disco. No tuvo una buena recepción el resultado, fue duramente criticado, pero esto no afectó el deseo de Victoria Mus de ser realizadora de sus piezas audiovisuales. Este evento marca el fin de esta primera etapa, que cierra de manera exitosa el trabajo de esta artista independiente.

### "Quiero ser ella", 2012
Victoria Mus estrena en agosto de 2012, el primer adelanto de su nuevo trabajo "El disco de la Victoria", siendo elegida canción del mes en Radio Uno y teniendo alta rotación. El video, es realizado por Niña Niño Producciones y Cetro Chile, colectivo musical creado por Victoria en el año 2011, ingresando a MTV Latinoamérica y a Sub TV.

### "Cherry Brandy Heart", 2013
En mayo de 2013, estrena un segundo sencillo del disco. La única canción que es en inglés y de la mano de su gran amigo y multifacético artista Giovanni Gellona. Un video de lujo, con hermoso trabajo de fotografía, que le abre puertas en otros ámbitos, ya que muestra un lado completamente diferente en lo visual y sonoro.

### En la actualidad
Victoria gana, en noviembre de 2013, la convocatoria de la Fundación Música Chilena, instancia que le permite participar en diversas presentaciones en vivo, y tener gran alcance a nivel nacional con "Quiero ser ella".
En febrero de 2014, graba el videoclip para un nuevo sencillo, con el que dará inicio al reestreno de "El disco de la Victoria", bajo Ponk Records, proceso que se da por comenzado oficialmente el 22 de marzo del año en curso.

## Presente y nuevo disco
Reestreno "El disco de la Victoria" 22 de marzo de 2014.
Patrick Miller Fest
Enero de 2015 y enero de 2016: Victoria participa dos veces consecutivas del más grande festival de música electrónica que se tenga precedente en Ciudad de México. Se trata del Patrick Miller Fest que se lleva a cabo en el Palacio de los Deportes. 11 mil personas asisten a este gran evento en las dos oportunidades, ocupando doble plana en los medios gráficos más importantes del país. Victoria comparte escenario con artistas de la talla de Fancy (productor alemán reconocido por su trabajo con Pet Shop Boys), Jessica Williams (ex corista de los Jackson Five y diva disco), el productor musical italiano Fred Ventura, la reina del eurobeat, la italiana Clara Moroni, Aleph y Savage de Italia, Boytronic, trío alemán, Male Room y Bunny X nuevas agrupaciones neoyorkinas dedicadas a este género musical, entre otros. Gran cobertura de prensa acompaña este festival, gran llegada a los fanáticos mexicanos y por el impacto que genera, el nombre de Victoria Mus comienza a sonar con fuerza en las pistas de baile de high energy en Argentina, Polonia, Suecia, Rusia, EE. UU., Bolivia, Perú, Brasil y España, entre otros. Así la intérprete de «Sin Final», se consolida como una nueva exponente en este ambiente, y su doble participación en el Patrick Miller Fest viene a dejar establecido que Victoria tiene mucho más para ofrecer. El hecho de haber sido parte de este gran Festival, representa un ícono clave en la carrera de la artista.

## Discografía
- "Vegas", 2006 (edición física independiente)
- A un Paso EP, 2010 (Ponk Records)
- El disco de la Victoria 2014 (Ponk Records)
- Ep de remixes, (edición física independiente), México 2015.
- "El fuego", sencillo (JCM Discográfica) 2017.
- "Baila para mi", sencillo (JCM Discográfica) 2018.
- "Búscame", sencillo (JCM Discográfica) 2019.

| Sencillo            | Disco                   |
| ------------------- | ----------------------- |
| De cordillera a mar | A Un Paso Ep            |
| Te llaman dolor     | A un Paso EP            |
| Es el tiempo        | A un Paso EP            |
| Quiero ser ella     | El disco de la Victoria |